# Nelson Piquet
Nélson Piquet Souto Maior, född 17 augusti 1952 i Rio de Janeiro, är en brasiliansk före detta racerförare som vunnit förarmästerskapet i Formel 1 tre gånger. Hans son Nelsinho Piquet är också racerförare. 

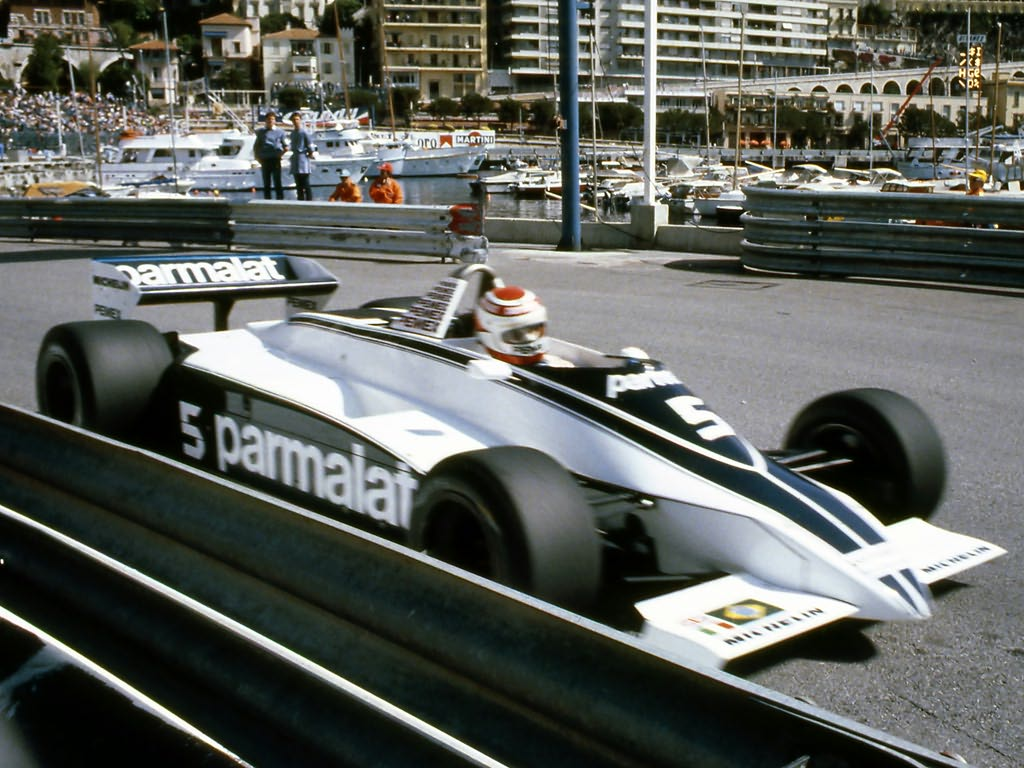
Nelson Piquet i Brabham-Ford i.

## Racingkarriär
Piquet tävlade mot slutet av 1970-talet det brittiska F3-mästerskapet och vann serien 1978 med vinstrekord, vilket gav honom chansen i formel 1-stallet Brabham i slutet av säsongen 1978. Han gjorde dock F1-debut med privata stall redan tidigare under säsongen. Han nådde ingen pallplacering under 1979, men han körde under sin första fulla säsong ifrån sin stallkollega och tidigare världsmästaren Niki Lauda. 
Säsongen 1980 hade Brabham en tillräckligt bra bil för att slåss i toppen och Piquet slutade tvåa bakom Alan Jones i förar-VM. 
Piquets tog istället sin första titel säsongen 1981, då han genom en bra inledning och en stabil insats mot slutet kunde de ta sig förbi Carlos Reutemann i den sista tävlingen i Las Vegas. Säsongen 1982 bytte Brabham motorer mitt under säsongen från Ford Cosworth till BMW, men de nya motorerna var inte bättre än att Piquet slutade elva i förarmästerskapet. 
Inför säsongen 1983 hade stallet utvecklat bilarna och Piquet tog titeln före Alain Prost i den sista tävlingen i Sydafrika. 
Säsongen 1984 tog Piquet åtta pole position men fick tekniska problem i de sex inledande loppen och slutade totalt femma i förar-VM. 
Säsongen 1985 hängde inte Brabham med i utvecklingen och Piquet blev åtta i VM, varför han valde att lämna stallet och gick till Williams.
Inför säsongen 1986 fick Piquet ett försteförarkontrakt med Williams, men när stallchefen Frank Williams skadades svårt i en bilolycka favoriserade den tillförordnande stallchefen Patrick Head stallkollegan Nigel Mansell. Det blev ett ordkrig under två säsonger och trots att Piquet hade den bästa bilen fick han jobba hårt i fajten om VM-titeln. Poängkampen mellan Piquet och Mansell gjorde att Prost kunde vinna titeln, före Mansell och Piquet. 
Piquet tog revansch 1987, då han efter tre segrar och sju andraplatser tog sin tredje och sista VM-titel. Kampen tog slut när Mansell kraschade under träning i Japan. 
Därefter valde Piquet att lämna Williams för ett välbetalt jobb för Lotus-Honda. Piquet var, trots att han hade den bästa motorn 1988, chanslös mot sin landsman Ayrton Senna och Prost i McLaren och slutade sexa i mästerskapet. 
Säsongen 1989 blev ännu värre för Piquet, som slutade nia i mästerskapet och många trodde att hans karriär var över. Han skrev dock på för Benetton och körde ytterligare två säsonger. Säsongen 1990 vann han två lopp och slutade trea totalt och 1991 vann han ett lopp och slutade sexa. 
Hans racingkarriär tog slut när han skulle tävla i Indianapolis 500 1992, men han skadade fötterna svårt i en träningskrasch.       
Två racerbanor i Brasilien har fått sitt namn efter honom, den ena är Autódromo Internacional Nelson Piquet i Rio de Janeiro och den andra är Autódromo Internacional Nelson Piquet de Brasília och ligger i Brasilia.
Piquet blev för sina insatser invald i International Motorsports Hall of Fame 2000.
Idag är han en framgångsrik affärsman i Brasilien.

## F1-karriär
| Säsong                 | Stall/Tillverkare                                             | Placering              | Lopp | Poäng | Etta | Tvåa | Trea | Pole | Varv |
| ---------------------- | ------------------------------------------------------------- | ---------------------- | ---- | ----- | ---- | ---- | ---- | ---- | ---- |
| 1978                   | Ensign-Ford Brabham-Alfa Romeo BS Fabrications (McLaren-Ford) | -                      | 1 3  |       |      |      |      |      |      |
| 1979                   | Brabham-Ford                                                  | 16                     | 15   | 3     |      |      |      |      | 1    |
| 1980                   | Brabham-Ford                                                  | 2                      | 14   | 54    | 3    | 2    | 1    | 2    | 1    |
| 1981                   | Brabham-Ford Brabham-BMW                                      | 1                      | 14 1 | 50    | 3    | 1    | 3    | 4    | 1    |
| 1982                   | Brabham-Ford Brabham-BMW                                      | 11                     | 2 13 | 20    | 1    | 1    |      | 1    | 2    |
| 1983                   | Brabham-BMW                                                   | 1                      | 15   | 59    | 3    | 3    | 2    | 1    | 4    |
| 1984                   | Brabham-BMW                                                   | 5                      | 16   | 29    | 2    | 1    | 1    | 9    | 3    |
| 1985                   | Brabham-BMW                                                   | 8                      | 16   | 21    | 1    | 1    |      | 1    |      |
| 1986                   | Williams-Honda                                                | 3                      | 16   | 69    | 4    | 3    | 3    | 2    | 7    |
| 1987                   | Williams-Honda                                                | 1                      | 16   | 73    | 3    | 7    | 1    | 4    | 4    |
| 1988                   | Lotus-Honda                                                   | 6                      | 16   | 22    |      |      | 3    |      |      |
| 1989                   | Lotus-Judd                                                    | 8                      | 16   | 12    |      |      |      |      |      |
| 1990                   | Benetton-Ford                                                 | 3                      | 16   | 43    | 2    | 1    | 1    |      |      |
| 1991                   | Benetton-Ford                                                 | 6                      | 16   | 26,5  | 1    |      | 2    |      |      |
| Sammanlagt 14 säsonger | Sammanlagt 14 säsonger                                        | Sammanlagt 14 säsonger | 207  | 481,5 | 23   | 20   | 17   | 24   | 23   |

| 1. USA West 1980 2. Nederländerna 1980 3. Italien 1980 4. Argentina 1981 5. San Marino 1981 6. Tyskland 1981 7. Kanada 1982 8. Brasilien 1983 9. Italien 1983 10. Europa 1983 11. Kanada 1984 12. Detroit 1984 13. Frankrike 1985 14. Brasilien 1986 15. Tyskland 1986 16. Ungern 1986 17. Italien 1986 18. Tyskland 1987 19. Ungern 1987 20. Italien 1987 21. Japan 1990 22. Australien 1990 23. Kanada 1991 |

| 1. Argentina 1980 2. Storbritannien 1980 3. Nederländerna 1981 4. Nederländerna 1982 5. Frankrike 1983 6. Monaco 1983 7. Storbritannien 1983 8. Österrike 1984 9. Italien 1985 10. San Marino 1986 11. Storbritannien 1986 12. Australien 1986 13. Brasilien 1987 14. Monaco 1987 15. Detroit 1987 16. Frankrike 1987 17. Storbritannien 1987 18. Österrike 1987 19. Mexiko 1987 20. Kanada 1990 |

| 1. Monaco 1980 2. USA West 1981 3. Frankrike 1981 4. Österrike 1981 5. Österrike 1983 6. Sydafrika 1983 7. Europa 1984 8. Kanada 1986 9. Frankrike 1986 10. Portugal 1986 11. Portugal 1987 12. Brasilien 1988 13. San Marino 1988 14. Australien 1988 15. Ungern 1990 16. USA 1991 17. Belgien 1991 |

| 1. USA West 1980 2. Kanada 1980 3. Brasilien 1981 4. Argentina 1981 5. Monaco 1981 6. Kanada 1981 7. Österrike 1982 8. Nederländerna 1983 9. Sydafrika 1984 10. San Marino 1984 11. Kanada 1984 12. Detroit 1984 13. Storbritannien 1984 14. Österrike 1984 15. Italien 1984 16. Europa 1984 17. Portugal 1984 18. Nederländerna 1985 19. Belgien 1986 20. Storbritannien 1986 21. Storbritannien 1987 22. Österrike 1987 23. Italien 1987 24. Spanien 1987 |

| 1. USA East 1979 2. USA West 1980 3. Argentina 1981 4. Tyskland 1982 5. Österrike 1982 6. Brasilien 1983 7. Monaco 1983 8. Italien 1983 9. Sydafrika 1983 10. San Marino 1984 11. Kanada 1984 12. Europa 1984 13. Brasilien 1986 14. San Marino 1986 15. Kanada 1986 16. Detroit 1986 17. Ungern 1986 18. Mexiko 1986 19. Australien 1986 20. Brasilien 1987 21. Frankrike 1987 22. Ungern 1987 23. Mexiko 1987 |

| 1. Brasilien 1982 2. Monaco 1990 |